# 阿谢尔勒马谢
阿谢尔勒马谢（法語：Aschères-le-Marché，法語發音：[aʃɛʁ lə maʁʃe]）是法国卢瓦雷省的一个市镇，位于该省西北部，属于皮蒂维耶区。

## 地理
阿谢尔勒马谢（48°6'26"N, 2°0'29"E）面积20.9 平方千米，位于法国中央-卢瓦尔河谷大区卢瓦雷省，该省份为法国中北部省份，北起埃松省，西北接厄尔-卢瓦省，西南接卢瓦-谢尔省，南至涅夫勒省和谢尔省，东临约讷省，东北接塞纳-马恩省。
与阿谢尔勒马谢接壤的市镇（或旧市镇、城区）包括：巴佐什莱加勒朗德、克罗特昂皮蒂沃赖、讷维尔欧布瓦、瓦松、吕昂、特里奈、维勒罗。

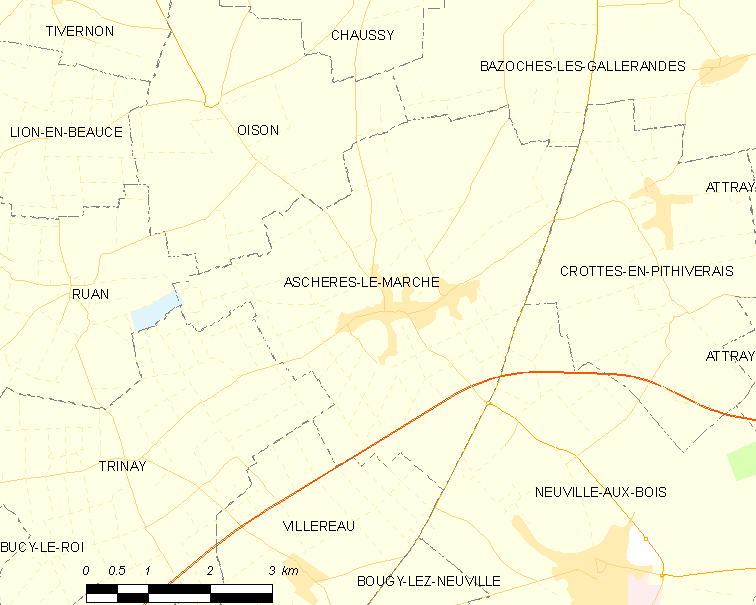
阿谢尔勒马谢的OSM定位图

阿谢尔勒马谢的时区为UTC+01:00、UTC+02:00（夏令时）。

## 行政
阿谢尔勒马谢的邮政编码为45170，INSEE市镇编码为45009。

## 政治
阿谢尔勒马谢所属的省级选区为皮蒂维耶县。

## 人口

1962-2008年间阿谢尔勒马谢人口变化图示

阿谢尔勒马谢于2022年1月1日时的人口数量为1140人。